# Oleg Volodymyrovych Blokhin
Oleh Volodymyrovych Blokhin (tiếng Ukraina: Олег Володимирович Блохін), (sinh ngày 5 tháng 11 năm 1952 tại Kyiv, Ukraina) là huấn luyện viên bóng đá và cựu cầu thủ người Ukraina, chơi ở vị trí tiền đạo, giành danh hiệu Quả Bóng Vàng năm 1975. Ông là huấn luyện viên trưởng đội tuyển bóng đá quốc gia Ukraina thời kỳ 2003-2007 và thời kỳ 2011-2012. Ông từng là nghị sĩ Quốc hội Ukraina.

## Sự nghiệp
Trong màu áo Dynamo Kyiv, Blokhin là cầu thủ ghi nhiều bàn thắng nhất và thi đấu nhiều trận nhất ở giải vô địch Liên Xô với 211 bàn thắng trong 432 trận đấu. Ông có được danh hiệu vô địch quốc gia 8 lần cùng Dynamo. Trên đấu trường châu Âu, ông cùng Dynamo 2 lần giành được Cúp C2 châu Âu vào các năm 1975 và 1986. Blokhin là cầu thủ khoác áo đội tuyển Liên Xô nhiều lần nhất, cũng là cầu thủ ghi nhiều bàn nhất với 42 bàn trong 112 trận đấu. Ông là cầu thủ ghi nhiều bàn thứ hai của Ukraina sau Shevchenko (46 bàn thắng). Ông từng tham dự 2 World Cup 1982 và 1986. Trong mỗi giải Blokhin ghi được 1 bàn. Ông là cầu thủ Liên Xô đầu tiên ra nước ngoài thi đấu, khoác áo câu lạc bộ Áo Vorwärts Steyr năm 1988 và câu lạc bộ Aris của Síp.

## Thống kê sự nghiệp
| #  | Ngày                 | Địa điểm                                              | Đối thủ           | Bàn thắng | Kết quả | Giải đấu                 |
| -- | -------------------- | ----------------------------------------------------- | ----------------- | --------- | ------- | ------------------------ |
| 1  | 16 tháng 7 năm 1972  | Sân vận động Olympic Helsinki, Helsinki, Phần Lan     | Phần Lan          | 1–0       | 1–1     | Giao hữu                 |
| 2  | 6 tháng 8 năm 1972   | Sân vận động Råsunda, Stockholm, Thụy Điển            | Thụy Điển         | 4–3       | 4–4     | Giao hữu                 |
| 3  | 1 tháng 9 năm 1972   | Jahnstadion, Regensburg, Tây Đức                      | México            | 1–0       | 4–1     | Thế vận hội Mùa hè 1972  |
| 4  | 1 tháng 9 năm 1972   | Jahnstadion, Regensburg, Tây Đức                      | México            | 2–0       | 4–1     | Thế vận hội Mùa hè 1972  |
| 5  | 1 tháng 9 năm 1972   | Jahnstadion, Regensburg, Tây Đức                      | México            | 3–0       | 4–1     | Thế vận hội Mùa hè 1972  |
| 6  | 5 tháng 9 năm 1972   | Rosenaustadion, Augsburg, Tây Đức                     | Ba Lan            | 1–0       | 1–2     | Thế vận hội Mùa hè 1972  |
| 7  | 8 tháng 9 năm 1972   | Rosenaustadion, Augsburg, Tây Đức                     | Đan Mạch          | 3–0       | 4–0     | Thế vận hội Mùa hè 1972  |
| 8  | 10 tháng 9 năm 1972  | Sân vận động Olympic, München, Tây Đức                | Đông Đức          | 1–0       | 2–2     | Thế vận hội Mùa hè 1972  |
| 9  | 26 tháng 5 năm 1973  | Sân vận động Trung tâm Lenin, Moskva, Liên Xô         | Pháp              | 1–0       | 2–0     | Vòng loại World Cup 1974 |
| 10 | 2 tháng 4 năm 1975   | Sân vận động Trung tâm Kiev, Kiev, Liên Xô            | Thổ Nhĩ Kỳ        | 3–0       | 3–0     | Vòng loại Euro 1976      |
| 11 | 18 tháng 5 năm 1975  | Sân vận động Trung tâm Kiev, Kiev, Liên Xô            | Cộng hòa Ireland  | 1–0       | 2–1     | Vòng loại Euro 1976      |
| 12 | 10 tháng 3 năm 1976  | Všešportový areál, Košice, Tiệp Khắc                  | Tiệp Khắc         | 1–0       | 2–2     | Giao hữu                 |
| 13 | 24 tháng 3 năm 1976  | Sân vận động Quốc gia Vasil Levski, Sofia, Bulgaria   | Bulgaria          | 3–0       | 3–0     | Giao hữu                 |
| 14 | 22 tháng 5 năm 1976  | Sân vận động Trung tâm Kiev, Kiev, Liên Xô            | Tiệp Khắc         | 2–2       | 2–2     | Vòng loại Euro 1976      |
| 15 | 23 tháng 7 năm 1976  | Lansdowne Park, Ottawa, Canada                        | CHDCND Triều Tiên | 3–0       | 3–0     | Thế vận hội Mùa hè 1976  |
| 16 | 23 tháng 3 năm 1977  | Sân vận động JNA, Beograd, Nam Tư                     | Nam Tư            | 1–0       | 4–2     | Giao hữu                 |
| 17 | 23 tháng 3 năm 1977  | Sân vận động JNA, Beograd, Nam Tư                     | Nam Tư            | 3–1       | 4–2     | Giao hữu                 |
| 18 | 7 tháng 9 năm 1977   | Sân vận động Trung tâm, Volgograd, Liên Xô            | Ba Lan            | 3–1       | 4–1     | Giao hữu                 |
| 19 | 7 tháng 9 năm 1977   | Sân vận động Trung tâm, Volgograd, Liên Xô            | Ba Lan            | 4–1       | 4–1     | Giao hữu                 |
| 20 | 26 tháng 2 năm 1978  | Sân vận động El Harti, Marrakech, Maroc               | Maroc             | 1–1       | 3–2     | Giao hữu                 |
| 21 | 5 tháng 4 năm 1978   | Sân vận động Hrazdan, Yerevan, Liên Xô                | Phần Lan          | 4–0       | 10–2    | Giao hữu                 |
| 22 | 5 tháng 4 năm 1978   | Sân vận động Hrazdan, Yerevan, Liên Xô                | Phần Lan          | 6–0       | 10–2    | Giao hữu                 |
| 23 | 5 tháng 4 năm 1978   | Sân vận động Hrazdan, Yerevan, Liên Xô                | Phần Lan          | 9–1       | 10–2    | Giao hữu                 |
| 24 | 14 tháng 5 năm 1978  | Sân vận động 23 tháng 8, Bucharest, România           | România           | 1–0       | 1–0     | Giao hữu                 |
| 25 | 5 tháng 10 năm 1978  | Sân vận động 19 tháng 5 Ankara, Ankara, Thổ Nhĩ Kỳ    | Thổ Nhĩ Kỳ        | 2–0       | 2–0     | Giao hữu                 |
| 26 | 28 tháng 3 năm 1979  | Sân vận động Lokomotiv, Simferopol, Liên Xô           | Bulgaria          | 1–0       | 3–1     | Giao hữu                 |
| 27 | 27 tháng 8 năm 1980  | Népstadion, Budapest, Hungary                         | Hungary           | 1–1       | 4–1     | Giao hữu                 |
| 28 | 23 tháng 9 năm 1981  | Sân vận động Trung tâm Lenin, Moskva, Liên Xô         | Thổ Nhĩ Kỳ        | 3–0       | 4–0     | Vòng loại World Cup 1982 |
| 29 | 7 tháng 10 năm 1981  | Sân vận động İzmir Atatürk, Izmir, Thổ Nhĩ Kỳ         | Thổ Nhĩ Kỳ        | 2–0       | 3–0     | Vòng loại World Cup 1982 |
| 30 | 7 tháng 10 năm 1981  | Sân vận động İzmir Atatürk, Izmir, Thổ Nhĩ Kỳ         | Thổ Nhĩ Kỳ        | 3–0       | 3–0     | Vòng loại World Cup 1982 |
| 31 | 18 tháng 11 năm 1981 | Sân vận động Dinamo, Tbilisi, Liên Xô                 | Wales             | 2–0       | 3–0     | Vòng loại World Cup 1982 |
| 32 | 29 tháng 11 năm 1981 | Tehelné pole, Bratislava, Tiệp Khắc                   | Tiệp Khắc         | 1–0       | 1–1     | Vòng loại World Cup 1982 |
| 33 | 3 tháng 6 năm 1982   | Sân vận động Råsunda, Stockholm, Thụy Điển            | Thụy Điển         | 1–0       | 1–1     | Giao hữu                 |
| 34 | 19 tháng 6 năm 1982  | Sân vận động La Rosaleda, Málaga, Tây Ban Nha         | New Zealand       | 2–0       | 3–0     | World Cup 1982           |
| 35 | 13 tháng 4 năm 1983  | Sân vận động Olympic Pontaise, Lausanne, Thụy Sĩ      | Thụy Sĩ           | 1–0       | 1–0     | Giao hữu                 |
| 36 | 17 tháng 5 năm 1983  | Sân vận động Prater, Viên, Áo                         | Áo                | 2–1       | 2–2     | Giao hữu                 |
| 37 | 1 tháng 6 năm 1983   | Sân vận động Olympic Helsinki, Helsinki, Phần Lan     | Phần Lan          | 1–0       | 1–0     | Vòng loại Euro 1984      |
| 38 | 26 tháng 7 năm 1983  | Sân vận động Trung tâm, Leipzig, Cộng hòa Dân chủ Đức | Đông Đức          | 1–0       | 3–1     | Giao hữu                 |
| 39 | 9 tháng 10 năm 1983  | Sân vận động Trung tâm Lenin, Moskva, Liên Xô         | Ba Lan            | 2–0       | 2–0     | Vòng loại Euro 1984      |
| 40 | 19 tháng 8 năm 1984  | Sân vận động Kirov, Leningrad, Liên Xô                | México            | 3–0       | 3–0     | Giao hữu                 |
| 41 | 9 tháng 6 năm 1986   | Sân vận động Sergio León Chavez, Irapuato, México     | Canada            | 1–0       | 2–0     | World Cup 1986           |
| 42 | 29 tháng 10 năm 1986 | Sân vận động Lokomotiv, Simferopol, Liên Xô           | Na Uy             | 3–0       | 3–0     | Vòng loại Euro 1988      |